# Kittanning
Kittanning é um distrito localizado no estado norte-americano de Pensilvânia, no Condado de Armstrong.

## Demografia
Segundo o censo norte-americano de 2000, a sua população era de 4787 habitantes.
Em 2006, foi estimada uma população de 4411, um decréscimo de 376 (-7.9%).

## Geografia
De acordo com o United States Census Bureau tem uma área de
2,7 km², dos quais 2,7 km² cobertos por terra e 0,0 km² cobertos por água. Kittanning localiza-se a aproximadamente 354 m acima do nível do mar.

## Localidades na vizinhança
O diagrama seguinte representa as localidades num raio de 8 km ao redor de Kittanning.